# Farman F.20
Le Farman F.20 ou HF.20 et ses dérivés sont une famille d'avions de reconnaissance produits en France peu avant et pendant la Première Guerre mondiale. Il s'agit d'une version améliorée du Farman MF.11 « Shorthorn » sans les patins d'atterrissage typiques du modèle et inspiré des conceptions d'Henri Farman. 
Il entre en service dans les armées française, belge et serbe en 1913 (deux avions effectuent des reconnaissances pendant le siège de Scutari lors de la première guerre des Balkans et un s'écrase) et dans le Royal Flying Corps et le Royal Naval Air Service britanniques peu après le déclenchement de la guerre. Le type est également construit sous licence au Royaume-Uni par Airco et Grahame-White.
Le F.20 manque sérieusement de puissance et divers moteurs sont testés dans l'espoir de corriger ce problème, sans grand succès. Le problème n'est finalement résolu que lorsqu'un moteur deux fois plus puissant que le groupe motopropulseur d'origine est installé sur la variante HF.27, mais l'avion était alors obsolète. Les performances du F.20 suffisent néanmoins pour des fronts secondaires.

## Variantes
HF.20
version originale avec moteur Gnome Lambda
HF.21
15.5 m Version d'envergure et de surface alaire augmentées, équipée du moteur Gnome Lambda. Au moins l'un des rares exemplaires construits a servi dans les troupes d'aviation suisses.
HF.22
15.58 m Version à envergure  et surface d'aile augmentée avec moteur Gnome Lambda.
Hydravion HF.22
(alias HF.22bis ou HF.22-H construit par Savoia)
HF.23
18.08 m d'envergure avec moteur Gnome Lambda
HF.24
11.5 m Version acrobatique avec moteur Gnome Lambda
HF.27
Moteur Canton-Unné R9 de 155 cv ou Moteur Renault de 240 cv  avec un train d’atterrissage revu et des roues avant similaires à celles du Voisin III.

## Opérateurs
Argentine
- Force aérienne argentine

 Belgique
- Force aérienne belge

 Danemark
- Force aérienne royale danoise

 France
- Aéronautique Militaire

Escadrille HF 1
Escadrille HF 7
Escadrille HF 13
Escadrille HF 19
Escadrille HF 28
Escadrille HF 32
 Grèce
- Marine royale hellénique

 Royaume d'Italie
- Corps aéronautique militaire

 Japon

HF-20 des Forces aériennes suisses pendant la Première Guerre mondiale

- Service aérien de la marine impériale japonaise

 Pays-Bas
- Armée de l'air royale néerlandaise

 Roumanie
- Corps aérien roumain

 Russie
- Service aérien impérial russe

 Serbie
- Force aérienne serbe

 Union soviétique
- Force aérienne soviétique - Reprise de la Force aérienne impériale russe.

 Suède
- Armée de l'air suédoise
- Marine suédoise

 Suisse
- Forces aériennes suisses
- Un exemplaire est acheté par la Suisse à son propriétaire en aout 1914. Jugé trop lent pour un service actif il est utilisé pour la formation et l'entrainement cet avion est détruit à l’atterrissage vers le 15 mai 1916 sans que le pilote ne soit blessé. Quinze jours plus tard un autre Farman F.20 est acheté à son propriétaire, utilisé intensivement pendant trente mois avant d'être retiré du service pour cause d'usure[1].

 Royaume-Uni
- Royal Flying Corps
  - Escadron n° 2 RFC
  - Escadron n° 5 RFC
  - Escadron n° 6 RFC
  - Escadron n° 10 RFC
  - Escadron n° 24 RFC
  - Escadron n° 26 RFC
  - Escadron n° 30 RFC
  - Escadron n° 31 RFC
  - Escadron n° 32 RFC
  - Escadron n° 64 RFC
- Service aérien de la Royal Naval

 Union d'Afrique du Sud
- Corps d'aviation sud-africain